# Elisabeth Gräfin Werthern
Elisabeth Gräfin Werthern, eigentlich Elisabeth Gräfin von Werthern-Beichlingen (* 1. April 1916 in Hannover; † 24. Januar 2009 in Freiburg), geb. Gräfin von Wedel, war erste  Geschäftsführerin der Deutschen Parlamentarischen Gesellschaft in der damaligen Bundeshauptstadt Bonn von 1951 bis 1984.

## Leben bis 1945
Elisabeth wurde 1916 als Tochter des preußischen Landrats des Kreises Hannover Clemens Graf von Wedel-Gödens und seiner Frau Pauline, geb. Gräfin von Wedel, geboren. Sie verbrachte ihre Kindheit zusammen mit drei Geschwistern in einem deutsch-nationalen Elternhaus in Hannover. Ihre „zweite Heimat“ wurde das Schloss der Großmutter in Großzschocher bei Leipzig, wo sie gerne ihre Ferien verbrachte. 1930 zog die Familie ganz auf diesen „lieben Familienbesitz“. Im Alter von 15 Jahren wurde Elisabeth Zögling im strengen Freiadeligen Magdalenenstift in Altenburg. Es war eine „Mädchen-in-Uniform-Lebensführung“. Nach der Konfirmation zog sie wieder in das Elternhaus in Großzschocher. Von dort aus lernte sie das Leben in der Leipziger Gesellschaft kennen und nahm gerne daran teil. Sie hatte Gelegenheit zu einem halbjährigen Au-pair-Aufenthalt in England und danach zu einem Französisch-Sprachkurs in Genf.
Nach Kriegsbeginn 1939 war sie für kurze Zeit Sekretärin von Helmuth James Graf von Moltke beim Oberkommando der Wehrmacht in Berlin. Am 13. Januar 1940 heiratete Elisabeth in der Dorfkirche von Großzschocher den sechs Jahre älteren Wolfgang Graf und Herr von Werthern-Beichlingen (* 31. Januar 1910). Dieser hatte Jura studiert und verwaltete seinen Besitz, Schloss und Gut Beichlingen in der Provinz Sachsen. Dem Einzug von Elisabeth in Beichlingen folgte die Einberufung des Reserveoffiziers Wolfgang von Werthern und sein Soldaten-Tod in der Nähe von Dünkirchen am 29. Mai 1940. Die junge Witwe hielt sich in der Folgezeit bei ihrer Schwägerin im oberbayerischen Obergrainau auf und brachte ihre Tochter Luise-Amalia in München zur Welt. Mutter und Tochter zogen wieder zurück nach Beichlingen, wo Ottobald von Werthern, ein Vetter von Wolfgang, das Erbe angetreten hatte. Er fiel 1942 an der Front, und sein Bruder Thilo von Werthern-Beichlingen wurde bis zur entschädigungslosen Enteignung 1945 Herr in Beichlingen. Im November 1944 zogen Elisabeth und Tochter auf den vorgesehenen Witwensitz Schloss und Gut Großneuhausen, unweit von Beichlingen, um. Das Schloss war auch Quartier für junge Frauen, die zum Reichsarbeitsdienst verpflichtet waren, und nahm ständig Flüchtlinge aus dem Osten auf.
Einige Tage vor dem Besatzungswechsel von Amerikanern zu Roter Armee gelang Elisabeth mit Tochter und einer aus dem Wartheland aufgenommenen Kusine mit Familie per Treck (11 Pferde und 4 Kastenwagen) die Flucht über Herzberg am Harz in den Westen, zu Verwandten nach Westfalen.

## Tätigkeit ab 1945
Bei einem Onkel in Sandfort in Westfalen fand Gräfin Werthern mit ihrer Tochter eine vorläufige Bleibe. Sie machte sich mit ihren Pferden und zwei Leiterwagen als Fuhrunternehmen und durch Feldarbeit nützlich, ging dann aber nach Hamburg. Dort arbeitete sie als Sekretärin und holte ihre Mutter aus Weimar, aus der „Ostzone“, heraus. 1950 bekam Werthern eine private Einladung nach Bonn. Sie beschloss, dort einen neuen Lebensabschnitt zu beginnen.
Über den FDP-Abgeordneten Karl Georg Pfleiderer erhielt sie das Angebot, in der auf seine Initiative gerade durch die großen Bundestagsfraktionen gegründeten Deutschen Parlamentarischen Gesellschaft, ab 1. April 1951 die Geschäftsführung zu übernehmen. Sie sagte freudig zu. Aus der Satzung des Vereins: „Die Parlamentarische Gesellschaft setzt sich das Ziel, die menschlichen, sachlichen und politischen Beziehungen im Kreise der Mitglieder der Parlamente des Bundes und der Länder zu pflegen …“. Werthern legte durch ihre Tätigkeit die „Grundlage für eine neue Kultur des gegenseitigen Respekts“ der Abgeordneten.

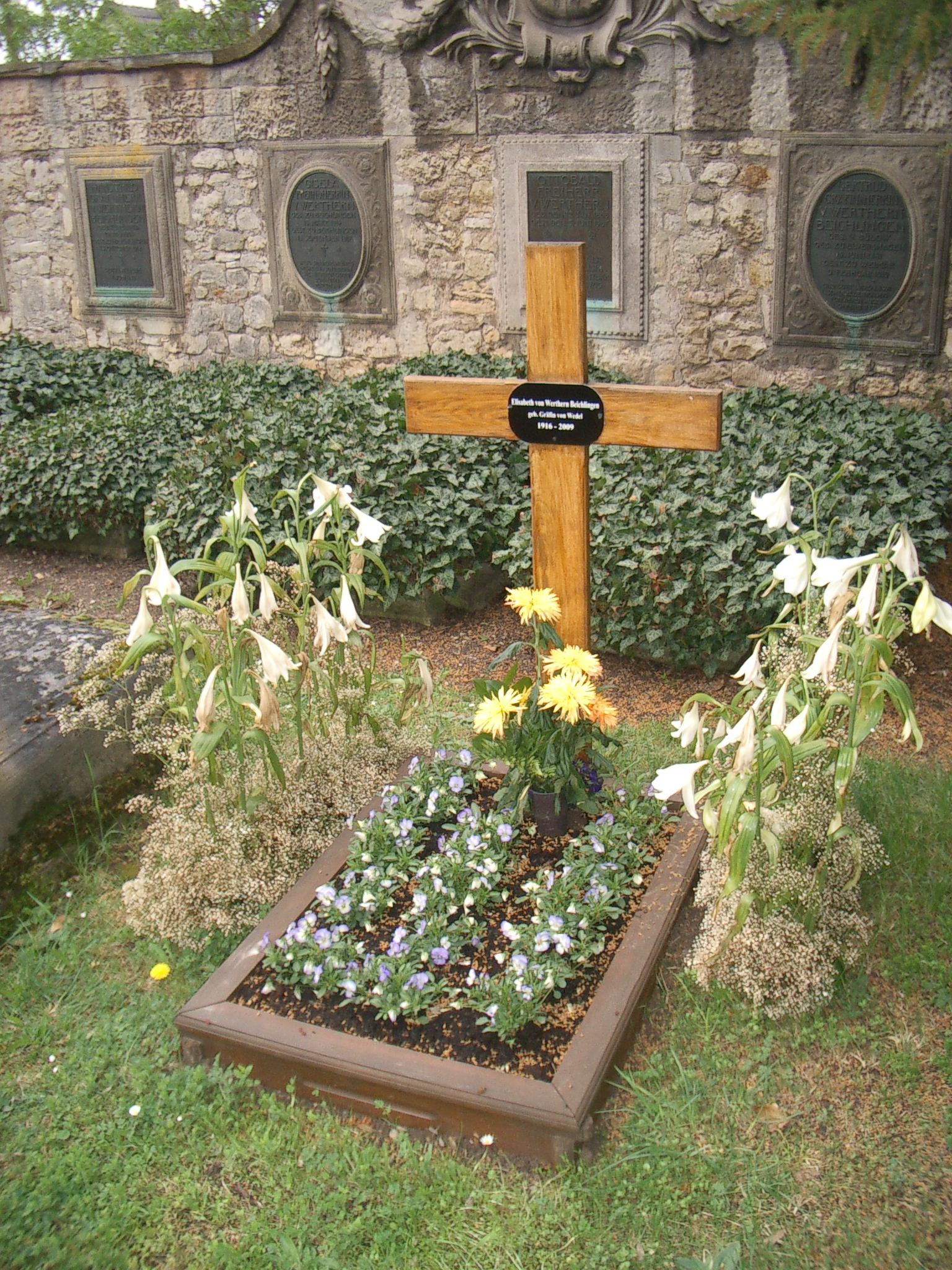
Grab Elisabeth Gräfin Werthern 2009, Friedhof Beichlingen

Gräfin Werthern hatte viele organisatorische, gesellschaftliche und repräsentative Pflichten. Dazu gehörten die (schon von Bismarck eingeführten) Parlamentarischen Abende und Botschafter-Essen. Sie übernahm auch die Gestaltung von Besuchen ausländischer Delegationen und von großen Staatsempfängen. Zu den führenden Persönlichkeiten der frühen Bundesrepublik hatte sie ausgezeichnete, teils freundschaftliche Kontakte. Bundeskanzler Konrad Adenauer weigerte sich allerdings beharrlich, sie mit Adelsprädikat anzusprechen und nannte sie stets „Frau Werthern“. Daraufhin stellte sie ihn einmal gegenüber dem britischen Botschafter als „Bundeskanzler Auer“ vor und erklärte später, sie habe seinen Namen abgekürzt, so wie er es mit ihrem täte. Werthern legte sich parteipolitisch nicht fest und verzichtete so auf eine entsprechende Karriere. Elisabeth Gräfin Werthern erlebte mehrere Präsidenten der DPG, zuerst Pfleiderer, später u. a. Otto Fürst von Bismarck (den Enkel des Reichsgründers) und auch eine Präsidentin, Hedwig Meermann. Zum 25-jährigen Bestehen der Gesellschaft erhielt sie nach Laudatio von Carlo Schmid das Bundesverdienstkreuz 1. Klasse. Später wurde sie Ehrenmitglied der Deutschen Parlamentarischen Gesellschaft. 1984 beendete sie ihre Tätigkeit nach 33 Jahren.
Werthern schrieb eine Kolumne zu Fragen der Etikette in der Zeitschrift Jasmin, die von 1968 bis 1973 erschien. 1985 veröffentlichte sie das Buch „Von Weimar nach Bonn. Erinnerungen“. Ende der 1980er-Jahre betätigte sie sich als Kunsthändlerin in Bonn. Noch zu DDR-Zeiten unterstützte sie finanziell Rettungsbemühungen für die baufällige St. Georgskirche in Großneuhausen in Thüringen, Schlosskirche der Familie von Werthern (deren Schloss im Ort 1948 abgerissen wurde). Nach der Wiedervereinigung 1990 wurde sie auch Mitglied im Kuratorium zur Erhaltung der Kirche, einem „Kleinod deutscher Kirchenbaukunst“.
Elisabeth Gräfin Werthern starb am 24. Januar 2009 in Freiburg im Alter von 92 Jahren. Sie wurde am 4. April 2009, nach einer Feier in der Schlosskapelle Beichlingen, auf dem  Familienfriedhof der Familie von Werthern auf dem Kirchhof von Beichlingen beigesetzt.

## Beurteilung
Die Frankfurter Allgemeine Zeitung charakterisierte die Persönlichkeit Gräfin Wertherns wie folgt: Sie habe als „gebildete, lebenskluge und resolute Frau mit treffsicherem Stilempfinden und Menschenkenntnis“ gegolten und sei „ein herausragendes Beispiel kraftvoller Kriegerwitwen“
gewesen.